# Franz Leidenmühler
Franz Leidenmühler (* 10. April 1973 in Linz) ist ein österreichischer Jurist, Professor für Europarecht und Völkerrecht sowie Institutsvorstand des Institutes für Europarecht an der Johannes Kepler Universität Linz.

## Leben
Franz Leidenmühler studierte von 1992 bis 2000 Rechtswissenschaften an der Universität Linz, wo er 2000 zum Dr. iur. promovierte. Seit 1995 ist er am Institut für Europarecht tätig und war ab 1998 Universitätsassistent für Völkerrecht in Linz. 2011 habilitierte er sich an der Universität Linz und ist seitdem Professor für Völkerrecht und Europarecht und Vorstand des Instituts für Europarecht; von Oktober 2022 bis zum Herbst 2024 leitete Franz Leidenmühler interimistisch auch das Institut für Arbeitsrecht und Sozialrecht der Universität Linz. Er ist Autor zahlreicher wissenschaftlicher Bücher und Publikationen, unter anderem eines beliebten Lehrbuchs des Europarechts.
Leidenmühler ist seit 2019 Kuriensprecher der Professorenkurie der Rechtswissenschaftlichen Fakultät der Universität Linz. Er war von 2015 bis 2018 Vizepräsident und ist seit 2018 Mitglied des Präsidialrats der Österreichischen Gesellschaft für Europarecht. Seit 2010 gehört er dem Beirat für Europarecht im BMEIA an. Zwischen 2011 und 2013 war er Mitglied des Universitätsrats der European Peace University, Stadtschlaining/Burgenland.
Weiters war Leidenmühler von 2016 bis 2020 Mitglied des Betriebsrats für das Wissenschaftliche Personal an der Universität Linz und von 2001 bis 2013 Mitglied der Bundesleitung der Gewerkschaft Universität (GÖD).
Zwischen 2003 und 2021 war Leidenmühler für die SPÖ Mitglied des Gemeinderats der Stadt Linz. 
Franz Leidenmühler ist Träger des Großen Goldenen Ehrenzeichens der Stadt Linz für Verdienste um die Humanität.
Leidenmühler ist verheiratet und Vater von 3 Kindern. Er lebt in Linz.

## Arbeits- und Forschungsschwerpunkte
- Europarecht
- Völkerrecht